# Бжезе (Сьредський повіт)
Бжезе (пол. Brzezie, нім. Bresche) — село в Польщі, у гміні Сьрода-Велькопольська Сьредського повіту Великопольського воєводства.
Населення — 218 осіб (2011).
У 1975-1998 роках село належало до Познанського воєводства.

## Демографія
Демографічна структура станом на 31 березня 2011 року:
|          | Загалом | Допрацездатний вік | Працездатний вік | Постпрацездатний вік |
| -------- | ------- | ------------------ | ---------------- | -------------------- |
| Чоловіки | 120     | 29                 | 84               | 7                    |
| Жінки    | 98      | 17                 | 60               | 21                   |
| Разом    | 218     | 46                 | 144              | 28                   |